# Jacky Munaron
Jacques „Jacky“ Munaron (* 8. September 1956 in Namur) ist ein ehemaliger belgischer Fußballtorwart und aktiver Torwarttrainer. Seit 2017 trainiert er die Torhüter von Futsal Project Halle-Gooik.

## Spielerkarriere
Munaron begann seine Karriere 1974 beim RSC Anderlecht. In seinen 15 Jahren in Brüssel holte er 15 Titel. Er gewann viermal die belgische Meisterschaft, viermal den belgischen Pokal, jeweils zwei Mal den belgischen und europäischen Supercup, sowie zweimal den Europapokal der Pokalsieger. 1983 gewann er zudem den UEFA-Pokal. Im Finale des Europapokal der Pokalsieger 1978 war Munaron nur Ersatz, jedoch war er bei den beiden Finalspielen zum UEFA-Cup 1983 im Tor der Violetten. 1989 wechselte er zum RFC Lüttich, bei diesem Verein konnte er 1990 seinen fünften Pokalerfolg in Belgien verbuchen. Von 1992 bis 1995 war er beim Stadtrivalen Standard Lüttich unter Vertrag, wo er 1993 zum sechsten Mal den belgischen Pokal in die Höhe stemmte. Er beendete seine aktive Karriere 1995.
International spielte er acht Mal für Belgien, wurde aber insgesamt 44 Mal in die Nationalelf einberufen. Er nahm an der Fußball-Weltmeisterschaft 1982 in Spanien (aus in der zweiten Gruppenphase), Fußball-Europameisterschaft 1984 in Frankreich (aus in der Gruppenphase) und an der erfolgreichen Fußball-Weltmeisterschaft 1986 in Mexiko teil, dort wurde Belgien Vierter.

### Nach der aktiven Karriere
Nach der aktiven Karriere wurde Munaron Torwarttrainer. Von 2004 bis 2007 betreute er die Torhüter vom RSC Anderlecht.
Ab 2009 betreute er die Torhüter des türkischen Erstligisten Trabzonspor und wechselte von dort im Jahre 2010 zurück in sein Heimatland zu KAA Gent.

## Erfolge
als Spieler
- 4× Belgischer Meister (1981, 1985, 1986, 1987)
- 6× Belgischer Pokalsieger (1975, 1976, 1988, 1989, 1990, 1993)
- 2× Belgischer Supercupsieger (1985, 1987)
- 1× UEFA-Pokal-Sieger (1983)
- 2× UEFA-Super-Cup-Sieger (1976, 1978)
- 2× Sieger des Europapokals der Pokalsieger (1976, 1978)

als Torwarttrainer
- 2× Belgischer Meister (2006, 2007)
- 1× Belgischer Supercupsieger (2006)